# ジャンライン
『ジャンライン』は2008年9月25日にレコムから発売されたXbox 360専用ゲームソフトである。
2009年8月6日に発売されたプレイステーション3専用ソフト『ジャンライン R』についてもこの項目に記述する。

## 概要
『ジャンライン』及び『ジャンライン R』は通信対戦が可能な麻雀ゲームである。その作品のクオリティ、購入者に対するサポート対応の悪さがインターネットを中心として話題となった（後述）。

## 作品のクオリティ
Xbox 360版は、発売直後から以下のような不具合が購入者と見られるユーザーによりインターネット掲示板等で多数報告された。更に公式ブログ執筆者が麻雀素人であるとカミングアウトしている。
- フリーズが発生する。
- 表示されるはずの牌が表示されない。
- チーの牌選択がおかしい。
- 点数計算に不具合。
- 部屋を作成したプレイヤーが必ず親になる。

また、ネットワーク対戦モードでは通信切断に対するペナルティなどが実装されていなかったため、ゲームに負けそうになれば故意に通信を切断して逃げるという行為を行っても不利益がなかった。それだけでなく、ランキング対応の対戦中に故意、通信エラー問わず1人でも切断すると対戦が強制終了するという仕様であった。

これらのバグ、仕様に対する修正要求が公式掲示板に殺到、発売当日に謝罪文が掲載されるという事態に発展し、開発、発売元であるレコムは修正パッチのリリースを約束した。
2008年12月4日、パッチ配信によるアップデートが行われたが、パッチを当てると、更に不具合が多発するようになった。
以下にパッチによる不具合の一部を羅列する。
- ゲームの進行速度が遅くなる。
- パッチ適用前よりフリーズが多発するようになる。
- 特定の操作を行うことにより意図的にフリーズを発生させることが出来る。
- 意図的に配られているかのような配牌が多発する。
- 牌の表示が斜めに傾くことがある。
- チー、ポン、カンで関係ない牌が切り出される（枚数が合っていればアガれることがある）。
- カンした際に、牌が2枚や3枚しか切り出されず、本来切り出されるはずの牌が手に残り、多牌でアガれなくなる。
- カンした際に、他家の手牌を奪ってしまい、自分と他家はそれぞれ多牌・少牌でアガリ不可になる。
- 牌が一つ飛ばしや、二つ飛ばしでしか選択できなくなる。
- DLCで購入したボイスが再生されない。
- 自分がロンする前に相手にツモられる。これは先ヅモで、れっきとしたルール違反である。

レコムはパッチ配信と同時に公式掲示板を閉鎖した。現在も不具合についての報告や謝罪等はされていない。このような不具合から現在でもXbox 360屈指のクソゲーとして扱われることが多い。

## ジャンライン R
プレイステーション3専用ソフト『ジャンライン R』が2009年8月6日に発売された。3Dのアバターや、USBカメラを接続することによりカメラ映像を表示することが可能である。現在では上記の360版のような致命的なバグ報告は無い。ちなみに、発売数日前の2009年7月31日に、PS3用『SIMPLEシリーズVol.1THE 麻雀〜通信対局機能付〜』（500円）がD3パブリッシャーより発売されたが、開発元はレコムである。